# Diecezja Cyangugu
Diecezja Cyangugu (łac. Dioecesis Cyanguguensis, ang. Diocese of Cyangugu) – rzymskokatolicka diecezja ze stolicą w Cyangugu, w Rwandzie. 

## Historia
Diecezja powstała w 1981 roku mocą decyzji papieża Jana Pawła II. 